# Eagle Creek, Oregon
Eagle Creek là một cộng đồng chưa hợp nhất trong Quận Clackamas, Oregon, Hoa Kỳ. Nó cách Sandy khoảng 7 dặm Anh về phía tây nam, cách Estacada 7 dặm về phía bắc và Carver 5 dặm về phía tây nam ở ngay giao lộ của Xa lộ Oregon 224 và Xa lộ Oregon 211 trên sông Clackamas.
Theo sách Các địa danh Oregon, cộng đồng này có cùng tên với một con dòng suối và dòng suối này được đặt tên như vậy là vì có rất đông đại bàng (eagle) sống trong khu vực này. Cộng động này được gọi tên là "Eagle Creek" sớm nhất là vào năm 1844. Bưu điện của khu vực này được thiết lập vào năm 1867. Philip Foster đã thiết lập một nông trại ở đây.